# Przełęcz Romanowska
Przełęcz Romanowska – przełęcz (436 m n.p.m.) w południowo-zachodniej Polsce, w Sudetach Wschodnich, w Masywie Śnieżnika w paśmie Krowiarek.

## Położenie
Przełęcz położona jest w północnej części pasma Krowiarek, około 2,8 km na południowy zachód od centrum miejscowości Trzebieszowice i około 2,8 na południowy wschód od centrum miejscowości Ołdrzychowice Kłodzkie.

## Opis
Przełęcz stanowi rozległe, wyraźne siodło, wcinające się w masyw głównego grzbietu pasma Krowiarek, oddzielając wzniesienia Sędzisz (498 m n.p.m.) i Wróblowy Kierz (486 m n.p.m.). Na przełęczy znajduje się węzeł dróg. Przechodzi przez nią droga z Bystrzyca Kłodzka do Trzebieszowic. Od niej odchodzą lokalne drogi do Żelazna przez Piotrowice i do Ołdrzychowic.

## Budowa geologiczna
Rejon przełęczy zbudowany jest ze skał metamorficznych serii strońskiej: głównie łupków łyszczykowych i marmurów kalcytowych i dolomitowych, podrzędnie z łupków łyszczykowych z granatami, łupków węglanowych, łupków kwarcowych, kwarcytów, łupków grafitowych i amfibolitów, należących do metamorfiku Lądka i Śnieżnika.

## Roślinność
Obszar otoczenia przełęczy porasta las świerkowy regla dolnego z domieszką drzew liściastych, natomiast zbocza poniżej zajmują użytki rolne – głównie łąki.

## Ciekawostki
- Na północny wschód od przełęczy znaczną część wzniesienia Sędzisz, zajmuje wyrobisko kamieniołomu Romanowo, największego na Ziemi Kłodzkiej[1].

## Turystyka
Przez przełęcz prowadzi jeden szlak turystyczny:
- żółty – fragment szlaku prowadzący z Żelazna na Przełęcz Puchaczówka i dalej.